# Gefecht bei Le Pallet
Das Gefecht bei Le Pallet fand am 22. September 1793  während des Aufstandes der Vendée bei Le Pallet im Département Loire-Atlantique statt.
Nach seiner Niederlage bei Torfou entschied der republikanische General
Jean Baptiste Camille de Canclaux sich auf Nantes zurückzuziehen. Gleichzeitig wurde die Nachhut des republikanischen Konvois durch die Vendéer angegriffen. Diese beschlagnahmten mehrere Transportwagen, auch die republikanischen Krankenwagen und massakrierten 400 verwundete Republikaner aus der Schlacht bei Torfou.
Jean-Baptiste Kléber schrieb darüber: Chirurgen, Verwundete, Kranke und Fuhrleute wurden von diesen Monstern gnadenlos abgeschlachtet. Die Repressalien, die in der Folge eingesetzt wurden, haben sie für diesen barbarischen Akt büßen lassen. Seit diesem Moment des Schreckens wollte der zu Recht empörte Soldat keinem dieser Schurken je Pardon geben.
Aber die Truppen der Vendée waren nicht ausreichend genug, sie warteten auf Verstärkung von Charette und Lescure, die aber nicht erschienen. Tatsächlich hatte Charette nach seinem Sieg in Montaigu-Vendée beschlossen, das von den Republikanern gehaltene Saint-Fulgent anzugreifen; er hatte einen Brief an Charles de Bonchamps geschrieben und ihn gebeten, den Angriff zu verschieben, aber es war zu spät. Schließlich konnten die Truppen von Charette und Lescure die Republikaner nicht von hinten angreifen und ihren Rückzug wie geplant zu unterbinden, so dass die Generäle der Vendée nach drei Offensiven, die alle fehlgeschlagen waren, beschlossen, das Gefecht bei Le Pallet abzubrechen und den Rückzug zu befehlen. Die Republikaner konnten somit ohne weitere Behinderungen nach Nantes zurückkehren.
Koordinaten: 47° 8′ 20″ N, 1° 20′ 4″ W